# 奧雷

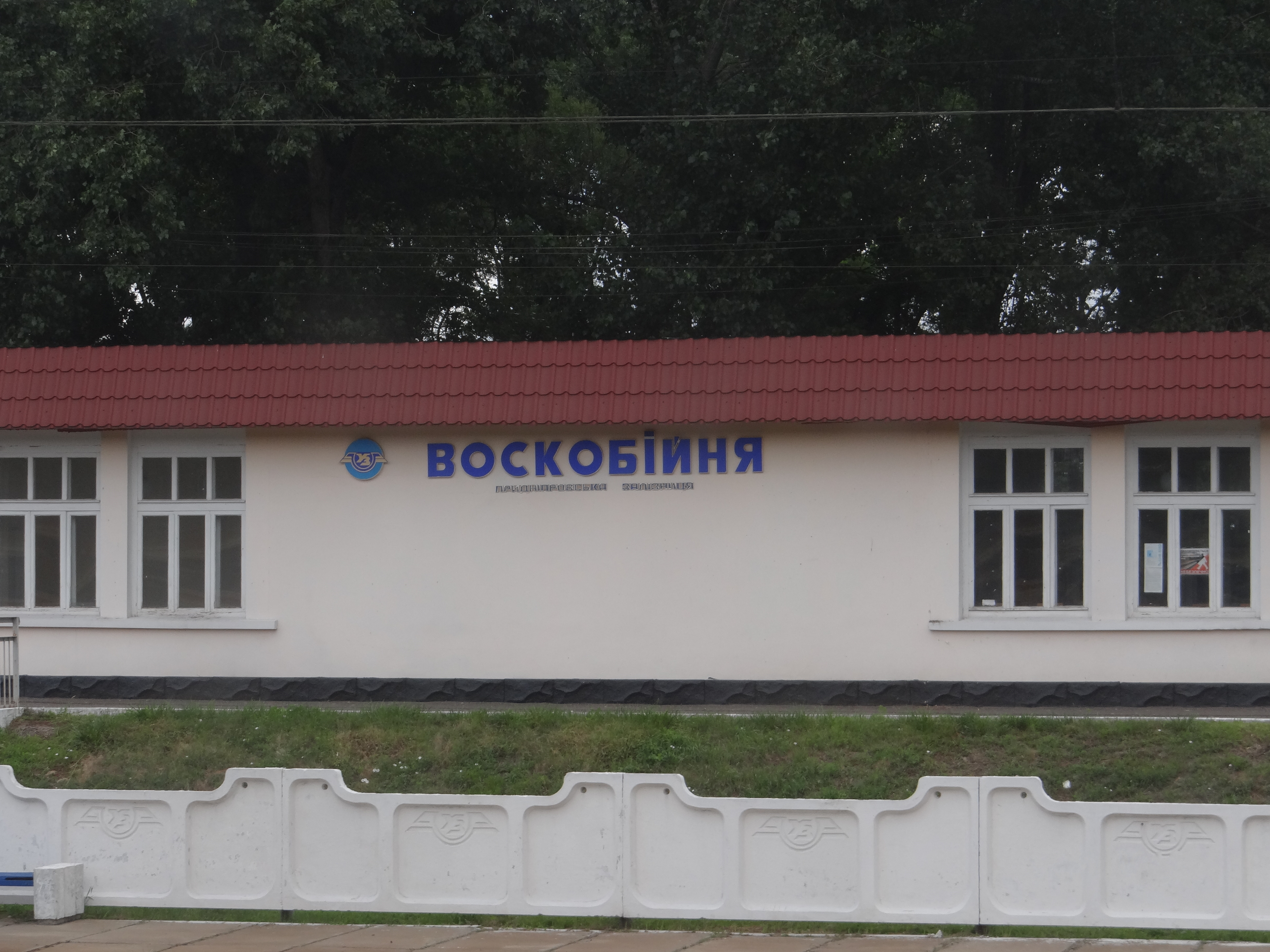
火车站

奧雷（羅馬化：Auly）是位於烏克蘭東部的市級鎮，由第聶伯羅彼得羅夫斯克州裡卡姆揚斯凱區的克里尼奇基市鎮負責管轄。該鎮位於州府第聂伯罗以西21公里，面積5.58平方公里，2014年人口4,268，人口密度每平方公里765人。